# 손병두 (1964년)
손병두(孫炳斗, 1964년 ~ )는 대한민국의 공무원이다.
1964년 서울특별시 출생이다. 행정고시 33회로 공직에 입문하였다. 기획재정부 종합정책과 서기관, 대통령비서실 경제정책 수석실 행정관, 국제부흥개발은행 IBRD 선임 이코노미스트, 기획재정부 국제기구과장, 외화자금과장, 국제금융과장, G20 기획조정단 단장으로 활동하였다.
2013년 금융위원회 공적자금관리위 사무국장을 지내며 우리금융 민영화 작업을 맡아 경남은행과 광주은행, 우리투자증권 등 주요 자회사를 매각했다. 이후 금융서비스국장과 금융정책국장을 지내며 핀테크 정책과 가계부채 관리 강화 방안 등을 주도했다. 
2017년 9월부터 금융위원회 사무처장을 역임하였고, 2019년 5월 금융위원회 부위원장을 역임하였다. 2020년 12월 21일 한국거래소 이사장으로 임명되었다.

## 학력
- 인창고등학교
- 서울대학교 국제경제학과
- 브라운대학교 대학원 경제학 박사

## 평가
2008년부터 2010년까지 기획재정부 공무원들이 평가한 '가장 닮고 싶은 상사'로 세 차례 선정되었다.
2011년에 동아일보에서 선정한 10년뒤 한국을 빛낼 100인에 선정되었다.